# Beilschmiedia mexicana
Beilschmiedia mexicana är en lagerväxtart som först beskrevs av Carl Christian Mez, och fick sitt nu gällande namn av André Joseph Guillaume Henri Kostermans. Beilschmiedia mexicana ingår i släktet Beilschmiedia och familjen lagerväxter. Inga underarter finns listade i Catalogue of Life.